# Gangsters: Organisiertes Verbrechen
Gangsters: Organisiertes Verbrechen (Originaltitel: Gangsters: Organized Crime) ist ein Computerspiel, das von Hothouse Creations entwickelt und von Eidos Interactive 1998 für Microsoft Windows veröffentlicht wurde. Es spielt in New Temperance, einem fiktiven Vorort von Chicago, während der Zeit der Prohibition in den Vereinigten Staaten.
2001 erschien ein Nachfolger des Spiels mit dem Titel Gangsters 2.

## Spielweise
Der Spieler kommandiert eine von vier Gangs, die um die Herrschaft über eine Stadt konkurrieren. Name, Geschlecht und Aussehen des Bandenchefs, in dessen Rolle der Spieler schlüpft, können frei kreiert werden.
Man hat die Wahl zwischen festen Szenarios und einem offenen Spiel, bei dem die Gestaltung der Stadt einschließlich Lage des eigenen Hauptquartiers vom Computer übernommen wird. Als Spieler überblickt man von Beginn an die ganze Stadt, doch über das Hauptquartier, das Territorium und die Aktivitäten der Gegner ist anfangs nichts bekannt, sie werden erst im Laufe des Spiels entdeckt.
Gangsters wechselt zwischen rundenbasiertem und Echtzeit-Gameplay. Am Anfang einer Woche gibt der Spieler den Gangstern Befehle, welche nach Rundenbeginn eine Runde lang (eine Spiele-Woche) ausgeführt werden.
Im Laufe des Spiels muss der Spieler sein Territorium erweitern, indem Geschäfte zur Zahlung eines Schutzgeldes erpresst werden, welche von den Gangstern eingesammelt werden. Damit wiederum finanziert man Waffen, Fahrzeuge, legale und illegale Geschäfte wie Flüsterkneipen und Kasinos.
Weitere Gangster können durch den Einsatz von dazu beauftragten Gangstern rekrutiert werden, um die zeitlich begrenzte Anzahl von Aktionen zu erweitern. Sie können in Fitnessstudios, Billard-Hallen, den Docks und auf dem Arbeitsamt angeworben werden. Die Gangster haben unterschiedliche Merkmale wie Intelligenz, Organisation und Waffenumgang, weshalb sie für verschiedene Einsatzarten geeignet sind, so sind etwa Charaktere mit hoher Intelligenz als Teamleiter und mit hoher Unauffälligkeit eher für verdeckte Einsätze geeignet.
Alle Gangster haben einen Avatar und können vom Spieler einzeln beauftragt werden, man kann die Befehle aber auch dem Teamleiter (Kapo) übertragen. Die Anzahl der Gangmitglieder ist unbegrenzt, eine große Gang kann mehr als hundert Mitglieder umfassen. Sämtliche eigenen Gangsters haben nur ein Bedürfnis, um das sich der Spieler kümmern muss: ihre Bezahlung. Wenn die Mitglieder der Gang nicht mehr bezahlt werden können, gilt das Spiel als verloren.
Auch kann man einen Anwalt, die Polizei und Gerichte bestechen und einen Buchhalter, der die illegalen Einkommen verdecken muss, anheuern. Es gibt verschiedene Waffen und Fahrzeuge, die am Anfang jeder Runde gekauft und dann bei Missionen von den Gangstern eingesetzt werden können. Während unter der Woche die Befehle ausgeführt werden, ist es nicht mehr möglich, neue Befehle zu geben oder diese zu ändern. Allerdings kann man Gangstern Einzelbefehle wie Eliminieren geben, um zum Beispiel auf entdeckte gegnerische Spieler zu reagieren, oder Missionen abbrechen.
Alle Gangs haben die Polizei und das FBI als Gegner. Viele Vertreter des Staates, nicht aber des FBI, können bestochen werden. Werden legale Geschäfte zerstört oder ausgeraubt, steigt aufgrund der hohen illegalen Einkommen der Verdacht gegen den Bandenchef, und die Gefahr von dessen Verhaftung und Verurteilung rückt näher.
Um das Spiel zu gewinnen, gibt es mehrere Möglichkeiten. Man kann zum Beispiel mit Hilfe des eigenen Rechtsanwalts zum Bürgermeister gewählt oder auch als ehrlicher Unternehmer anerkannt werden. Eine andere Siegvariante ist es, alle gegnerischen Gangs zu eliminieren. Diese scheiden aus, indem der Bandenführer entweder in den Bankrott getrieben, wegen Verbrechen gegen die Allgemeinheit verurteilt oder aber durch einen Überfall getötet wird.

## Rezeption
Es besäße eine umständliche, wenn auch systematische Steuerung. Da es jedoch auch eine gewisse Sogwirkung habe, lerne man diese spielend und könne darüber hinwegsehen. Die hohe Komplexität des Spiels erfordere akribische Planung beim Aufbau, viel Geduld und Lernbereitschaft. Ein Durcharbeiten der Tutorials und der Spielanleitung seien vonnöten. Der Hintergrund der 1920er sei sehr stimmungsvoll umgesetzt. Ab einer gewissen Zeit verkomme das Spiel jedoch zur Routinearbeit. Das Spiel erfordere langwierige Einarbeitung. Die Grafik sei zweckmäßig. Dennoch böte es eine gewisse Sogwirkung.